# Jatin Singh
Jatin Singh Bisht (sinh ngày 15 tháng 11 năm 1981) là một cầu thủ bóng đá người Ấn Độ thi đấu ở vị trí tiền vệ tấn công. Trong sự nghiệp anh thi đấu ở National Football League, I-League, và I-League 2nd Division với Salgaocar, Mahindra United, East Bengal, và ONGC. Anh cũng ra sân 11 lần cho Ấn Độ từ 2003 đến 2005.